# Lobelia gouldii
Lobelia gouldii là loài thực vật có hoa trong họ Hoa chuông. Loài này được W.Fitzg. mô tả khoa học đầu tiên năm 1902.